# 무천진
무천진(武川鎭)은 중국 남북조(南北朝) 시기 북위(北魏)가 유연(柔然)을 방어하기 위하여 세운 육진(六鎭) 중 하나이다. 원래 이름은 흑성(黑城)이었으나 이후에 무천으로 개명하였다. 오늘날 중화인민공화국 내몽골자치구(內蒙古自治區) 무천현(武川縣) 일대에 있었다.
처음 육진 설치 시에는 주군(州郡)을 설치하지 않았고 진장(鎭將)이 민간과 군인의 행정을 겸하였고, 고정된 소재지 없이 관할 내에서 순방을 돌았다. 북위 선무제(宣武帝) 경명(景明) 연간(500—503）축성을 시작하였다. 진성 유적은 무천현 서쪽에 있었지만 구체적인 위치는 미상이다. 무천진은 당시 수변의 요충지로서 대규모 장령과 군대를 모았으며, 많은 무천진 군인 출신 인물과 육진의 난 이후 중요한 인물로는 북주(北周) 창립자 우문태(宇文泰)는 무천 환대(奐隊) 수령이었으며, 수문제(隋文帝) 양견(楊堅)의 부친 양충(楊忠)과 조상 역시 무천진 군인이었다. 당고조(唐高祖) 이연(李淵)의 조부 이호(李虎) 역시 무천진 군인이었다.
육진의 난 이후 무태(武泰) 원년(528) 진을 폐하고 군(郡)을 설치하여 신무군(神武郡)이라 하였고 삭주(朔州)에 편입시켰다.
현재 무천현 내에는 북위 고성 유적이 3곳으로, 각각 토성양고성(土城梁古城), 이분자성탄고성(二份子城灘古城), 하남탄고성(下南灘古城)이 그것이다. 무천현성 서쪽 4km 지점의 대청산향(大靑山鄕)에 위치한 하남탄고성은 무천진 유적이다.

## 같이 보기
- 육진의 난